# Clickarvore
O Clickarvore é um sítio brasileiro da internet criado pelas ONGs S.O.S Mata Atlântica e Vidagua em parceria com a Editora Abril no dia 22 de fevereiro de 2000. De acordo com o próprio sítio tem como objetivo ajudar o meio ambiente através do plantio de mudas de árvores nativas de áreas desmatadas do país, reflorestando-as com o apoio de pessoas que entram no mesmo e dos patrocidadores. Por este sistema, segundo dados do próprio sítio, já foram doadas quase vinte e quatro milhões de mudas de árvores.

## Como funciona
O site trabalha com um orçamento dado pelos patrocinadores e são possíveis três formas de contribuição. A primeira, e mais utilizada, é se cadastrar para plantar na "floresta gratuita", cujas mudas são pagas pelos patrocinadores anteriormente citados. A segunda forma de plantar é utilizar o cadastro efetuado no sítio, mas plantar na "floresta paga". A terceira forma de plantio, é o direto, que as pessoas enviam um projeto de reflorestamento para o site, cujas exigências são de no mínimo 5.000 árvores, e uma área de plantio superior a 3.000m². Técnicos avaliam a viabilidade - ou não - do projeto e liberam as mudas para que o proprietário interessado faça o reflorestamento da área.

## Transparência
É possível receber informações sobre as mudas plantadas, já que há documentação de todas. Na sessão "para onde foram suas mudas" o usuário tem uma planilha eletrônica com o número geral de sua muda plantada, lote, local do projeto, cidade, estado, data do clique. O sítio também apresenta, na sessão "projetos em andamento", todos os trabalhos que o site vem desenvolvendo. Existem, até à presente data, 793 projetos em andamento (sendo que destes, 711 já foram concluídos), ou seja, com plantio efetuado. Há ainda outros 97 projetos que estão em fase de aprovação.

## Ranking
Existem dois tipos de ranking no site, o primeiro é referente aos usuários que plantam na floresta patrocinada (gratuita para o usuário), cujo líder já supera a marca de 2.900 árvores. Já o segundo ranking trata da floresta paga, seu líder supera a marca de 19.000 árvores. Sendo que ambos são atualizados diariamente, às 23:50, horário de Brasília.

## Fatos
- Dia com maior plantio: 21/09/2007 - 68.727 mudas, sendo também o dia que foram disponibilizados mais clicks - um total de cinco. Pelo fato de ser o "Dia Nacional da Árvore".
- Estado que mais planta mudas: São Paulo
- Estado que mais recebe mudas: São Paulo
- Mudas plantadas: 24.448.642 até 16/04/10
- Mudas em "carteira": 1,8 milhões
- Mudas disponíveis: +22 milhões
- Maior usuário "floresta patrocinada": Ivan Francolin Martinez - +2.901 árvores até 16/04/10
- Maior usuário "floresta paga": Gustavo A. F. Murgel - 19850 árvores até 16/04/10
- Total de usuários logados: +130.000
- Média de plantio diário: +18.000 árvores

## Empresas patrocinadoras
- Bradesco Capitalização: 17.000.000 mudas
- Bradesco Cartões: 3.500.000 mudas
- Bracelpa: 321.255 mudas
- Hopihari: 140.722 mudas
- Usuários do site: 118.179 mudas
- Astrazeneca: 100.000 mudas
- Rodovia das Colinas: 80.000 mudas
- Mucosolvan: 50.000 mudas
- Senac: 20.833 mudas
- Funcionários da Abril - Cartões Virtuais: 15.000 mudas
- Carbono21: 5.000 mudas
- Carrefour: 5.000 mudas
- Ticket: 3.000 mudas